# California (album de Perry Blake)
Pour les articles homonymes, voir California.
Albums de Perry Blake
Broken Statues
(2001) Songs For Someone
(2004)
California est le troisième album du chanteur Irlandais Perry Blake, sorti en 2002 sur le label Naïve.

## Liste des titres
1. This Life 4:33
2. California 4:51
3. Pretty Love Songs 4:49
4. Saying Goodbye 5:27
5. The Road to Hollywood 3:44
6. How Can the Knower be Known? 3:07
7. Ordinary Day 4:49
8. Face in the Crowd 5:15
9. Morning Song 4:03
10. Venus of the Canyon 6:13